# Siegel Rhode Islands
Das Siegel des US-Bundesstaats Rhode Island geht zurück auf das Jahr 1636.

## Beschreibung

Flagge Rhode Islands

Das Wort Hope (Hoffnung) wurde 1644 auf einem Schriftband über dem Anker platziert, Bezug nehmend auf eine Bibelstelle im Brief an die Hebräer:

„So sollten wir durch zwei Zusagen, die nicht wanken – denn es ist unmöglich, daß Gott lügt –, einen starken Trost haben, die wir unsre Zuflucht dazu genommen haben, festzuhalten an der angebotenen Hoffnung. Diese haben wir als einen sicheren und festen Anker unsrer Seele, der auch hineinreicht bis in das Innere hinter dem Vorhang.“

Auf dem äußeren Ring des Siegels steht der Schriftzug Seal of the State of Rhode Island 1636, bis zum Jahre 2020 jedoch Seal of the State of Rhode Island and Providence Plantations 1636 – der Name der ehemaligen Kolonie, die 1636 gegründet wurde.

## Geschichte
Der Anker findet sich auch auf der nahezu quadratischen Flagge Rhode Islands. Es ist ein Symbol, das seit Jahrhunderten, also auch schon vor der Zeit, in der Rhode Island Bundesstaat wurde, für Rhode Island stand und steht.